# Камілла Греммер
Камілла Греммер-Майєр (уроджена Донатаччі; (2 вересня 1968 , Ньюпорт-Біч, Каліфорнія ) — американська телевізійна діячка, танцівниця, модель, продюсерка, письменниця та актриса, яка зіграла головну роль у фільмі «Справжні домогосподарки з Беверлі-Хіллз».

## Ранній життєпис
Греммер народилася 1968 року в Ньюпорт-Біч, Каліфорнія, і виросла у Сідар-Гроув, штат Нью-Джерсі. Вона вивчала англійську літературу в коледжі штату Монклер у Нью-Джерсі та в Школі театру, кіно та телебачення UCLA в Лос-Анджелесі.

## Кар'єра
Граммер почала свою кар'єру танцівниці в 1980-х роках, працюючи на Club MTV, знявшись у танцювальній групі, яка виступала в Tavern on the Green в Нью-Йорку, і знявшись у кількох музичних відео, в тому числі «Дайте все, що маєте» від прав обвинуваченого, «Вечірка починається зараз!» від Manitoba's Wild Kingdom та «Back to the Grill Again» MC Serch . У 1990-х роках вона також почала працювати моделлю та актрисою, знявшись у виданнях Playboy, як-от Playboy's Book of Lingerie, і з'являючись в еротичних фільмах з рейтингом R, як- от «Оповідання на ніч Мерилін Чемберс, «Ні в Нью-Йорку». і Голий детектив. У неї також були невеликі ролі в основних фільмах " Частини тіла" та "Розбудова Гаррі", на додаток до її виступу в гостях в одному епізоді «Фрейзера».
Їй належить половина компанії Grammnet Productions, яка продюсувала низку телевізійних шоу з кінця 1990-х до 2010-х років, зокрема "Подруги", " Медіум" та "Гра". У продюсерській компанії Граммер працювала творцем, сценаристом і виконавчим продюсером.
У 2010 році вона стала однією з героїнь у фільмі «Справжні домогосподарки з Беверлі-Хіллз». Незважаючи на те, що вона більше не є основним акторським складом серіалу, вона все ще часто з'являється у цьому фільмі. Епізод шоу від 13 січня 2011 року, в якому вона розповіла, що її чоловік хоче розірвати шлюб, був номером 1 серед дорослих у віці 18–49 років проти всіх кабельних змагань у своєму часовому інтервалі, а також епізодом з найвищим рейтингом сезону серед усіх глядачів. Крім того, епізод "What Happens Live" з Каміллою Донатаччі Меєр як гостя відразу після шоу перевершив усі пізні нічні кабельні ток-шоу того вечора.
У 2011 році Греммер повернулася до акторської майстерності, знявшись у фіналі сезону ситкому CBS $#*! Мій тато каже, що грає нещодавно розлучену зірку реаліті на ім'я Камілла. Описуючи свою роль, Донатаччі сказала: «Моя героїня Камілла в основному є пародією на мене, очевидно, з „Домогосподарки з Беверлі-Хіллз“. Ви знаєте, просто глузувати з цього, висміювати всі чудернацькі речі, які я роблю і говорю» . Про те, чи робить вона повну акторську кар'єру, Граммер розповіла: «Я навчалася акторській майстерності багато років тому. Це була моя мрія багато років тому, але я відмовилася від неї, коли вийшла заміж і народила дітей. Я цього не домагаюся. Якщо б мені обов'язково довелося б повернутися і взяти кілька курсів акторської майстерності! Але я повинен сказати, що мій досвід був дуже приємним, і, звичайно, це було б те, чим я б хотів займатися. Дуже цікаво працювати з такими талановитими людьми та бути залученими до творчого процесу»
Граммер також з'являлася на різних подіях, як-от співорганізація спеціального шоу Showbiz Tonight на CNN у прямому ефірі з церемонії вручення премії Оскар у Лос-Анджелесі та презентація на церемонії вручення нагород НХЛ 2011 року в Лас-Вегасі. 
У березні 2012 року було оголошено, що Греммер не повернеться в третій сезон «Справжніх домогосподарок з Беверлі-Хіллз» з особистих причин. У травні 2012 року, перебуваючи на червоній доріжці, відвідуючи гала-концерт Race to Erase MS, вона заявила, що все-таки повернеться до шоу. Вона не повернулася до шоу як повний акторський склад, замість цього з'являлася напіврегулярно в гостях.

## Особисте життя
Камілла познайомилася з актором Келсі Греммером у 1996 році, і вони одружилися в Малібу в Каліфорнії (США) у 1997 році У них є дочка Мейсон Олівія та син Джуд Гордон, обидва народилися від сурогатної матері . У липні 2010 року вона подала на розлучення, вимагаючи первинної фізичної опіки над дочкою та сином подружжя, крім аліментів. Розлучення було остаточно оформлено 10 лютого 2011 року . Камілла звинуватила Келсі у фізичних та словесних образах під час їхнього шлюбу.
Після розлучення вона почала зустрічатися з фітнес-тренером і адвокатом Дімітрієм Хараламбопулосом. 29 жовтня 2013 року вона подала проти Хараламбопулоса наказ про захист від домашнього насильства, сказавши, що він напав на неї через два дні після її радикальної гістеректомії з приводу раку ендометрія, коли вона зупинялася в готелі Zaza в Х'юстоні, штат Техас, одужуючи. Департамент поліції Х'юстона заявив, що вона та Хараламбопулос «зламали один одному мобільні телефони» і що її поранення були незначними, тому Хараламбопулосу не висунули жодних звинувачень. Тоді прокурор округу Гарріс в штаті Техас, звинуватив його у нападі на члена сім'ї та у тяжкому злочині. 
У жовтні 2017 року Греммер заручилася з адвокатом Девідом С. Мейєром. Вони одружилися 20 жовтня 2018 року на Гаваях.
Її будинок у Малібу був знищений під час смертельної пожежі Вулсі 2018 року.
У 1996 році їй поставили діагноз «синдром подразненого кишечника», і вона була опублікована в оголошенні для підвищення обізнаності про це захворювання.

## Фільмографія
| Рік            | Показати                                | Роль                | Примітки                                                                 |
| -------------- | --------------------------------------- | ------------------- | ------------------------------------------------------------------------ |
| 1984 рік       | Нью-Йоркські ночі                       |                     |                                                                          |
| 1985-1992 роки | Клуб MTV                                | Танцюристка         |                                                                          |
| 1993 рік       | Розповіді на ніч Мерилін Чемберс        |                     |                                                                          |
| 1996 рік       | Голий детектив                          | Енні О'Ші           |                                                                          |
| 1997 рік       | Приватні частини                        | Дівчина бікіні      |                                                                          |
| 1997 рік       | Фрейзер                                 | Єва                 | Епізод: «Хелловін»                                                       |
| 1997 рік       | Деконструкція Гаррі                     |                     |                                                                          |
| 2001 рік       | Невротичні тенденції                    | Виконавчий продюсер | телефільм                                                                |
| 2002 рік       | Містер Святий Нік                       | Головний продюсер   | телефільм                                                                |
| 2003 рік       | Щур Гері                                | секретар            | 3 епізоди                                                                |
| 2004 рік       | Різдвяна пісня: Мюзикл                  | Продюсер            | телефільм                                                                |
| 2008 рік       | Американська Керол                      |                     |                                                                          |
| 2010 — дотепер | Справжні домогосподарки з Беверлі-Хіллз | Сама                | Сезони 1–2 (основний) Сезони 3, 8–9 (повторювані) Сезони 5–7, 10 (гість) |
| 2011 рік       | $#*! Мій тато каже                      | Камілла             | Епізод: «Хто твій тато»                                                  |
| 2013 рік       | Drag Race Рупола                        | Гість суддя         | 2 епізоди                                                                |
| 2013 рік       | Бетті Вайт знялася з рокерами           | Сама                | 1 епізод                                                                 |
| 2013 рік       | 90210                                   | Сама                | Епізод: «Чувак, де мій чоловік?»                                         |
| 2014 рік       | Похмільні ігри                          | Таня                |                                                                          |